# Optische diepte
Optische diepte is een maat van de transparantie van een substantie. Het is gedefinieerd als de negatieve natuurlijke logaritme van de fractie straling (bijvoorbeeld zichtbaar licht) die niet geabsorbeerd of verstrooid wordt. Het is een dimensieloze grootheid, en in het bijzonder geen lengtemaat. Het is een getal tussen 0 en oneindig. De grootheid wordt vaak gebruikt in de sterrenkunde en klimaatwetenschappen. Opmerkelijk is dat de optische diepte afhankelijk is van de golflengte van het licht. 

## Definitie
De optische diepte is een maat voor de hoeveelheid straling die niet door verstrooiing of absorptie tijdens het pad door een medium uit de straal verdwijnt. Als {\displaystyle I_{0}} de intensiteit van de straling is in de bron, en {\displaystyle I} de waargenomen intensiteit na een bepaald pad, dan wordt de optische diepte {\displaystyle \tau } bepaald door:
{\displaystyle I=I_{0}\;e^{-\tau },}
dus:
{\displaystyle \tau =-\ln \left({\frac {I}{I_{0}}}\right)}
De optische diepte wordt bepaald door het product van twee factoren, t.w. de optische absorptiecoëfficiënt (per frequentie) van het medium en de afgelegde afstand in het medium.

## Berekeningen uit eerste principes
In de atoomfysica kan de optische diepte van een wolk atomen worden berekend vanuit de kwantummechanische eigenschappen van de atomen. In formule: 
{\displaystyle \tau ={\frac {d^{2}\nu N}{2c\hbar \epsilon _{0}A\gamma }},}
waar d het transitiedipoolmoment is, ν de frequentie, N het aantal atomen en A de werkzame doorsnede van de straal en γ de natuurlijke lijnbreedte van de transitie. 

## Atmosfeer
In de atmosfeerwetenschappen meet men de optische diepte vaak in een verticaal pad van het aardoppervlak naar de ruimte. Aangezien de zon niet altijd in een vlak loodrecht op het oppervlak ligt, moet men de gemeten waarde corrigeren voor de hoek tussen dit vlak en de positie van de zon Θz. Deze correctieterm wordt de relatieve luchtmassa m genoemd en is 1 wanneer de zon recht boven de waarnemer staat, en hoger wanneer dit niet het geval is. In formule: 
{\displaystyle m=1/\cos \Theta _{z}}
{\displaystyle I/I_{0}=e^{-m\tau }.}
De optische diepte van de atmosfeer kan verdeeld worden over enkele componenten, namelijk Rayleighverstrooiing, aerosolen en absorptie van gassen. De optische diepte van de atmosfeer kan gemeten worden met een zonnelichtmeter. Wanneer de concentratie van een broeikasgas toeneemt, neemt de optische diepte toe voor de golflengtes die geabsorbeerd worden door dit broeikasgas.

## Sterrenkunde
Een ander voorbeeld van het gebruik van de grootheid optische dichtheid is in de astronomie, waar de fotosfeer gedefinieerd is als beginnende bij het oppervlak waar de optische diepte 2/3 is. Dit betekent dat elk foton dat geëmitteerd wordt op dit oppervlakte gemiddeld minder dan een verstrooiing meemaakt voor de foton een waarnemer bereikt. 
De optische diepte van planetaire ringen wordt vaak bepaald tijdens zonsverduistering of sterverduisteringen. 